# 예브게니 슬루츠키
예브게니 예브게니예비치 슬루츠키(러시아어: Евгений Евгеньевич Слуцкий, 1880년 4월 19일 ~ 1948년 3월 10일)는 소비에트 연방의 수학자, 통계학자이자 경제학자이다.

## 생애
슬루츠키는 1880년 4월 19일 야로슬라블 근처의 작은 마을 노보예에서 태어났다. 어린 시절 그는 가족과 함께 우크라이나로 이주하였고, 1899년 키예프 대학의 수학부에 입학했으나 1901년 대학 운영에 대해 항의하는 시위에 가담하여 퇴학을 당했다. 몇 달 후 다시 공부를 할 수 있는 기회가 주어졌지만 일 년 뒤 또 다른 시위에 참여하여 러시아 제국의 대학에서 공부할 수 있는 자격을 잃었다.
그 후 1902년부터 1905년까지 뮌헨에서 기계공학을 배우기 시작했으나 학업을 끝마치지는 못했다. 1905년 러시아 혁명이 일어나고 슬루츠키는 다시 러시아에서 공부할 수 있는 기회를 얻어 키예프 대학의 법학부에서 경제학을 중점적으로 공부하기 시작했다. 1911년에 31세의 나이로 드디어 대학 졸업장을 얻었다.

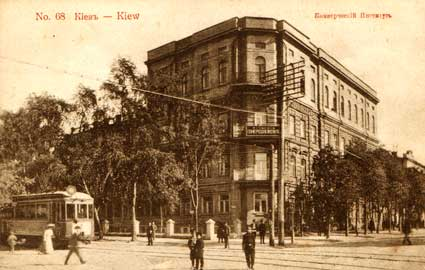
키예프 상과대학

수학 졸업시험을 앞두고 확률이론과 수리통계학, 특히 영국 수학자 칼 피어슨의 이론에 관심을 가지게 되어 1912년에는 상관관계이론에 관한 책을 쓰게 되었다. 러시아에서는 처음으로 영국 통계학계의 방법론이 분석된 일이었다. 이 책이 널리 알려지면서 1913년 초 슬루츠키는 키예프 상과대학에서 수리통계학을 가르칠 수 있는 기회를 얻었다.
1915년 슬루츠키는 이탈리아의 한 학술지에 쓴 논문을 통해 대체효과와 소득효과에 관한 분석을 내놓았으나 당시에 큰 주목을 받지는 못했다. 1920년대 중반에는 우크라이나 대학의 모든 교수와 강사들이 우크라이나어로 강의를 하는 것이 의무가 되었다. 이 때문에 슬루츠키는 교수직을 포기하고 1926년 모스크바로 이주하여 니콜라이 콘드라티예프가 국장으로 있던 재무인민위원부의 경기 연구소에서 고위직으로 일하기 시작했다. 하지만 레닌의 신경제정책을 지지했던 콘드라티예프는 스탈린 집권 이후 영향력을 잃었고 연구소는 1930년 문을 닫아 업무가 중앙통계청으로 이관되었다. 혁명을 지지했던 학생 시절과 달리 슬루츠키는 자신의 입장을 드러내는 것에 대해 신중하게 생각했다. 그는 이후 지구물리학 및 기상학 연구소에서 일하면서 태양활동이 토양의 지력에 어떤 영향을 주는지에 대해 연구했고 1934년에는 모스크바 국립 대학교의 수학 및 기계학 연구소에 합류하여 수학부에서 사회통계학을 가르치기도 했다. 1938년부터는 소련 과학 아카데미 산하의 스테클로브 수학연구소에서 일했다.
1935년에는 헨리 슐츠는 밀턴 프리드먼과 함께 슬루츠키가 1915년에 발표한 논문을 발견하였고 그의 이론을 바탕으로 하여 수요, 가격, 소득의 상호관계라는 논문을 발표하였다. 그는 동시에 영어로 번역된 슬루츠키의 논문을 영국으로 보냈고 이 연구는 많은 경제학자와 통계학자들의 관심을 불러일으켰다. 1930년대 말 영국의 경제학자 존 힉스와 로이 앨런 또한 그들 가운데 하나로 슬루츠키의 방법론에 많은 도움을 받았다. 슬루츠키의 이 이론은 슬루츠키 방정식이라는 이름으로 경제학계에 잘 알려져 있다.
제2차 세계대전 당시 슬루츠키는 그의 가족과 함께 우즈베키스탄으로 피신하였고, 타슈켄트에서 어려운 상황 속에서도 연구를 계속했다. 전쟁이 끝나고 그는 모스크바로 돌아왔으나 폐암 선고를 받았고, 1948년 3월 10일 향년 67세를 일기로 별세했다.